# Aspistor luniscutis
Aspistor luniscutis é uma espécie de peixes da família Ariidae na ordem dos Siluriformes.

## Morfologia
Os machos podem chegar a 15 cm de longitude total.

## Habitat
É um peixe bentopelágico e de clima tropical.

## Distribuição geográfica
Pode ser encontrado na Guayana Francesa e no Brasil.